# 移情高手
《移情高手》（英語：Empathic Master），2021年1月29日上映的中国大陆爱情喜剧片，导演和编剧是郑来志，主演是王智、高晓攀、于莎莎。

## 演出
- 王智 饰 单卓
- 高晓攀 饰 陈俊飞
- 于莎莎
- 衣云鹤
- 黄奕
- 迟帅
- 吕颂贤
- 颜丹晨
- 巴多
- 李成敏

## 制作
《移情高手》在重庆市和成都市取景。

## 上映
2021年1月12日，主题曲《嘿，姑娘》公布，由反光镜乐队作词作曲并且演唱。